# Oprema informacijske tehnologije
Oprema informacijske tehnologije (eng. information technology equipment) je sva oprema čija je primarna funkcija unos, spremanje, prikaz, traženje, prenošenje, obrada, komutacija ili nadzor podataka i telekomunikacijskih poruka ili kombinacija tih funkcija, a može biti opremljena s jednim ili više terminala koji se obično rabe za prijenos informacija.